# 古丹別川
古丹別川（こたんべつがわ）は、北海道北西部の留萌振興局管内を流れ日本海に注ぐ二級河川である。

## 地理
北海道留萌振興局苫前郡苫前町の天塩山地に源を発し、苫前町内を細かく蛇行しながら西に貫流して日本海に注ぐ。河口付近には海岸段丘が、氾濫原の辺縁部には河岸段丘が見られる。流域面積のうち80%が山林となっている。上流域では良質なアンモナイトなどの化石が産出される。

## 名称の由来
アイヌ語のコタン・ペッ「村の川」に由来する。

## 流域の自治体
北海道
留萌振興局 - 苫前郡苫前町

## 利水
- 農業用水[1]
- 水道用水
- 消流雪用水

## 主な支流
- 二股川
- 大曲沢川
- 熊の沢川
- オンコの沢
- 小平越沢川
- キッコウの沢川
- アイヌ沢川
- ヤシコワンナイ沢
- 二本柳沢川
- オペタルナイ川
- アノトロマ川
- チエボツナイ川
- 三毛別川
- 八線沢
- 江島の沢川

## 主な橋梁
- 雪見橋 - 国道239号
- 熊追橋 - 国道239号
- 滝下橋 - 国道239号
- 沼下橋 - 国道239号
- 清流橋 - 国道239号
- 霧立橋 - 国道239号
- 円山橋 - 国道239号
- 夕霧橋 - 北海道道741号上遠別霧立線
- 滝の上橋 - 国道239号
- 神誠橋 - 国道239号
- 東雲橋 - 国道239号
- 東川橋 - 国道239号
- 正和橋 - 国道239号
- 共鳴橋 - 国道239号
- 二股橋 - 北海道道437号羽幌原野古丹別停車場線
- 修栄大橋
- 金刃比羅橋
- 苫前橋 - 国道232号